# Taxonomía de objetivos de la educación

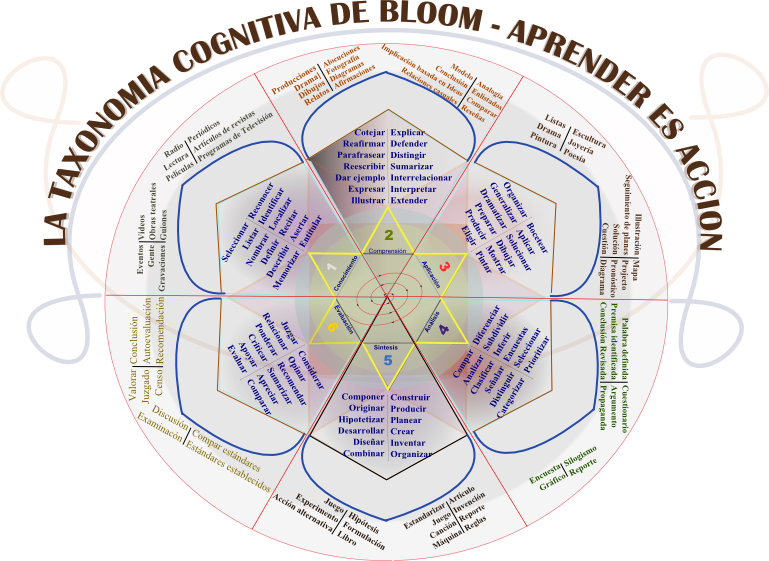
La Rueda de Bloom donde se muestra la Taxonomía cognitiva del psicólogo y pedagogo estadounidense

La taxonomía de los objetivos educativos es un conjunto de tres modelos jerárquicos usados para clasificar los objetivos de aprendizaje en niveles de complejidad. La taxonomía de Bloom, propuesta en el año 1956, corresponde a la clasificación de dominios cognitivos; la cual asume que el aprendizaje a niveles superiores depende de la adquisición del conocimiento y habilidades de ciertos niveles inferiores. Al mismo tiempo, muestra una visión global del proceso educativo, promoviendo una forma de educación con un horizonte holístico.
Hay tres dimensiones en la taxonomía de objetivos educativos propuestos por un comité de educadores en el año 1948, que dieron paso al desarrollo de los postulados de autores como Benjamin Bloom, David Krathwohl, R.H Dave, Anita Harrow y Elizabeth Simpson.
- Dimensión afectiva
- Dimensión psicomotora
- Dimensión cognitiva

En este artículo se desarrollarán cada una de estas dimensiones.

## Dimensión afectiva
El modo en el que una persona reacciona emocionalmente, su habilidad para sentir el dolor o la alegría de otro ser viviente. Los objetivos afectivos apuntan típicamente a la conciencia y crecimiento en actitud, emoción y sentimientos.
Hay cinco niveles en el dominio afectivo. Mencionando los procesos de orden inferiores a los superiores, son:
- Recepción. El nivel más bajo; el estudiante presta atención de forma pasiva. Sin este nivel no puede haber aprendizaje.
- Respuesta. El estudiante participa activamente en el proceso de aprendizaje, no sólo atiende a estímulos, el estudiante también reacciona de algún modo.
- Valoración. El estudiante asigna un valor a un objeto, fenómeno o información.
- Organización. Los estudiantes pueden agrupar diferentes valores, informaciones e ideas y acomodarlas dentro de su propio esquema; comparando, relacionando y elaborando lo que han aprendido.
- Caracterización. El estudiante cuenta con un valor particular o creencia que ahora ejerce influencia en su comportamiento de modo que se torna una característica.

Es importante tener en cuenta que si el estudiante no está motivado, el interés por aprender es muy bajo.

## Dimensión psicomotora
La pericia para manipular físicamente una herramienta o instrumento con la mano. Los objetivos del dominio psicomotor generalmente apuntan en el cambio desarrollado en la conducta o habilidades. Hay 3 versiones de la taxonomía de objetivos psicomotores elaboradas por 3 autores diferentes: R.H. Dave, Anita Harrow y Elizabeth Simpson; las cuales comprenden los siguientes niveles:
- Taxonomía de R.H. Dave:[3] Imitación, manipulación, precisión, coordinación, naturalización y aplicación.
- Taxonomía de Anita Harrow:[4] Movimientos reflejos, movimientos naturales, movimientos perceptivos, aptitudes físicas, habilidades motrices y comunicación no verbal.
- Taxonomía de Elizabeth Simpson:[4] Percepción, disposición de acción, respuesta dirigida, automatización, respuesta amplia, adaptación y creación.

## Críticas a la taxonomía
La taxonomía ha sido un referente en educación en los últimos 60 años, sin embargo, los avances tecnológicos en el estudio del cerebro, el surgimiento de la neurociencia cognitiva y otras evidencias hacen poco viable mantener su sustento epistemológico.
A continuación, se presenta un resumen de críticas a la taxonomía (para ampliar, consultar este punto:):
1. Se basan en los principios conductistas que predominaban a principios de siglo en la psicología. Un dato adicional, es que la taxonomía surge en los comienzos de la revolución de las ciencias cognitivas a mediados del siglo XX.  Por tanto, son 60 años en los cuales se ha avanzado mucho en la comprensión de la naturaleza del aprendizaje humano en diversos campos.
2. Tiende a una fragmentación del currículo y eso lleva a una falta de visión integral de los objetivos del sistema educativo. Asimismo, se da a entender que los docentes deben enfatizar primero en la memorización de todo el currículum antes de que los estudiantes puedan comprender o aplicar el conocimiento, ya que se concibe el proceso educativo como predeterminado y mecanicista.[6]
3. Se ha caído en el error de considerar la taxonomía una teoría sobre el aprendizaje. Como si la taxonomía pretendiera explicar cómo aprenden los seres humanos. La taxonomía sirve para planificar y evaluar, no para explicar. Además, desde su formulación se ha avanzado mucho en la comprensión del aprendizaje humano. En las últimas décadas la neurociencia cognitiva ha aportado valiosos conocimientos sobre la lectura, la escritura, la dislexia, la discalculia, las emociones y los tipos de memoria, entre otros.
4. La ambigüedad y la falta de mayor precisión en algunos conceptos como “conocimiento” o “recordar”. Por ejemplo, en el caso de recordar (es decir, la memoria), se describe en la taxonomía como si esta fuera una sola. En cambio, la neurociencia cognitiva ha identificado diversos tipos de memorias que funcionan de forma independiente e interrelacionadas: la memoria inmediata, la memoria operativa y las memorias a largo plazo (episódica, semántica, procedimental entre otras).[7] Todas ellas muy activas en el proceso de aprendizaje de una persona.